# NUTS:DK
A dániai Nomenclature of Territorial Units for Statistics (NUTS), magyarul: A statisztikai célú területi egységek nómenklatúrája az egész Európai Uniót lefedő rendszer része, amelyet az Eurostat fejlesztett ki.
Dánia közigazgatása a 2007. január 1-jei reform keretében jelentősen átalakult. 2008. január 1-jei hatállyal az ország NUTS beosztását is az új rendszerhez igazították. Az új beosztás a következő:
| NUTS 1 | NUTS 1 | NUTS 2      | NUTS 2 | NUTS 3               | NUTS 3 |
| Ország | Kód    | Régió       | Kód    | (NUTS 3 egység)      | Kód    |
| ------ | ------ | ----------- | ------ | -------------------- | ------ |
| Dánia  | DK0    | Hovedstaden | DK01   | Byen København       | DK011  |
| Dánia  | DK0    | Hovedstaden | DK01   | Københavns omegn     | DK012  |
| Dánia  | DK0    | Hovedstaden | DK01   | Nordsjælland         | DK013  |
| Dánia  | DK0    | Hovedstaden | DK01   | Bornholm             | DK014  |
| Dánia  | DK0    | Sjælland    | DK02   | Vestsjælland         | DK021  |
| Dánia  | DK0    | Sjælland    | DK02   | Vest- og Sydsjælland | DK022  |
| Dánia  | DK0    | Syddanmark  | DK03   | Fyn                  | DK031  |
| Dánia  | DK0    | Syddanmark  | DK03   | Sydjylland           | DK032  |
| Dánia  | DK0    | Midtjylland | DK04   | Vestjylland          | DK041  |
| Dánia  | DK0    | Midtjylland | DK04   | Østjylland           | DK042  |
| Dánia  | DK0    | Nordjylland | DK05   | Nordjylland          | DK050  |